# كارل برايسون
كارل برايسون (بالإنجليزية: Karl Bryson)‏ هو لاعب اتحاد الرغبي نيوزيلندي، ولد في 20 مارس 1989 في نيوزيلندا.